# Curruca nisoria
Curruca nisoria là một loài chim thuộc chi Curruca, sinh sống ở các vùng ôn đới của Trung và Đông Âu, Tây Á và Trung Á. Đây là một loài chim di cư, và khi mùa đông sẽ di trú đến vùng nhiệt đới Đông Phi.